# Гирс, Александр Карлович
Александр Карлович Гирс (1815—1880) — государственный деятель Российской империи, сенатор, действительный тайный советник. Брат Николая и Фёдора Гирсов.

## Биография
Александр Гирс происходил из дворян; родился 29 мая (10 июня) 1815 года в Радзивилове, где его отец, Карл Карлович (1777—1835), был почтмейстером. Мать, Анна Петровна (1793—1838), была сестрой графа Ф. П. Литке.
Получил образование в Царскосельском лицее, который окончил с серебряной медалью и чином титулярного советника 31 октября 1835 года. В том же году, 11 декабря он поступил на службу в Государственную канцелярию, а в январе 1838 года был переведён в только что образованное Министерство государственных имуществ, где с марта 1838 года вёл производство дел специальной комиссии кадастра. Этими занятиями и определилась его дальнейшая деятельность: всю свою жизнь он посвятил изучению и разработке экономических и хозяйственных вопросов.
В мае 1842 года Гирс перемещён в хозяйственный департамент Министерства внутренних дел чиновником особых поручений VI класса; здесь он занимался, преимущественно, городским хозяйством и благоустройством: в июне 1842 года он был командирован для ревизии городов Ярославской губернии и изыскания источников увеличения городских доходов; в октябре 1843 г. ему было поручено составление инвентарных описаний Ярославля, Ростова, Рыбинска и Углича, но в январе 1844 г. он был вызван в Петербург, успев окончить только описание Ярославля; в апреле того же года принимал участие вместе с H. A. Милютиным в составлении проекта общественного устройства Санкт-Петербурга, в июле собирал сведения в Рыбинске о хлебной торговле, в августе был командирован в Могилёв для принятия мер по пресечению появившейся чумы скота. В феврале 1845 г. собирал сведения в Новгороде для обеспечения продовольствием пострадавшей от неурожая Псковской губернии и изучал ярмарочную торговлю в Ростове Великом, в мае принимал участие в составлении проекта о правах состояния и повинностях городского сословия, наёмных слуг и рабочих, и был членом комиссии для начертания проектов о присоединении магистратов и ратуш к уездным судам; в феврале 1846 г. заседал в комиссии экспертов для изыскания способа сделать спиртовые осветительные смеси негодными к употреблению, а в марте в комиссии по введению в Петербурге общественного управления по новому Положению. С 15 марта 1846 года — чиновник особых поручений V класса. В мае 1846 года участвовал в составлении проекта Полицейского судебного устава для рабочих и наемных слуг, а с сентября по ноябрь 1847 г. — во временной комиссии по осмотру помещений чернорабочих и исследованию отношений рабочих к их хозяевам и нанимателям.
В последующие годы он ездил в Херсон (апрель 1847), Одессу (апрель 1847), Воронеж (январь 1848), Пензенскую губернию (май 1851) — для обозрения действий комиссии по размежеванию и хозяйственному распределению городских земель, и для собирания сведений о городских недвижимых имуществах; принимал участие в различных комиссиях по благоустройству Санкт-Петербурга, а также в комиссиях: о пересмотре правил о свечном сборе с евреев (сентябрь 1848 — ноябрь 1849), для начертания закона о проводе воды (февраль 1854), для начертания проектов преобразований губернских и уездных учреждений (октябрь 1859), для разрешения вопросов по делу о караимах (февраль 1860), о пересмотре гильдейского положения (май 1853).
С 26 июля 1854 по 15 июня 1856 года он находился в Саратове, куда был назначен председателем судебной комиссии по делу об убиении там христианских мальчиков, в чём были заподозрены некоторые евреи; кроме того ему было поручено произвести исследование о всех допущенных по этому делу Саратовской городской полицией упущениях и противозаконных действиях.
Был произведён 7 сентября 1854 года в действительные статские советники; 22 марта 1857 года назначен членом Совета министра внутренних дел.
В январе 1858 года принял в своё заведование все производящиеся в хозяйственном департаменте дела об устройстве Одесского городского хозяйства и приведения в порядок его бюджета; результатом его работы было внесение в декабре 1858 года в Государственный Совет предложений министра внутренних дел об устройстве бюджета Одессы.
С 1 мая 1858 года был членом, учреждённого при хозяйственном департаменте особого комитета для рассмотрения проектов уставов акционерных компаний и товариществ.
С 20 ноября 1858 по 28 января 1859 года был в командировке в Эстляндскую губернию, для сбора подробных сведений о положении Кренгольмской мануфактуры и состоящего при ней поселения, а также для составления соглашений с Правлением общества этой мануфактуры о правильном устройстве нового поселения в полицейском, общественном и судебном отношениях.
При подготовке крестьянской реформы, в 1859 году участвовал в Редакционных комиссиях при Главном комитете по крестьянскому делу в качестве члена от Министерства внутренних дел и был одним из видных деятелей реформы; состоял членом административного отделения комиссий и принял на себя вместе с двумя другими членами редакторские обязанности. Его участие в реформе не ограничилось работой в Редакционных комиссиях: 1 мая 1859 г. он был командирован за границу для изучения в Германии устройства сельских общин и составил записку «Об управлении сельских обществ в полицейском отношении по новейшим законодательствам Германского государства»; произвёл также поверочные работы по определению высших и низших размеров наделов для Астраханской губернии. Много работал и над финансовыми реформами Александра II, в особенности над отменой питейных откупов и введением акцизной системы: с декабря 1860 года он состоял членом комиссии по составлению проекта законоположения о преобразовании существующей откупной системы взимания питейного налога и об установлении с 1863 года новой акцизной системы и за труды в ней был произведён 1 января 1862 года в тайные советники.
26 января 1862 года был назначен членом Совета министра финансов (министром был его товарищ по лицею М. X. Рейтерн), 26 февраля — помощником председателя комиссии, Высочайше учрежденной для улучшения податей и пошлин (он состоял её членом с октября 1859 г.), в которой при его непосредственном участии разработаны положения о налоге с недвижимых имуществ в городах и о свеклосахарном акцизе, уставы о золотопромышленности, гербовом сборе, преобразование постойной повинности и др.; некоторые из них приведены были в исполнение только частью, иные же вовсе не получили утверждения, но и они принесли пользу благодаря массе собранного и разработанного материала. Сюда относятся его записка: «О соляной регалии и акцизе с соли в важнейших государствах Европы» (СПб., 1860) и составленный им «Доклад отдела косвенных сборов. № 5. О государственном соляном доходе» (СПб., 1861).
Будучи членом Совета министра финансов, А. К. Гирс был также членом целого ряда комитетов и комиссий: по пересмотру рекрутского устава (февраль 1862), для обсуждения правил приема иностранцев в русское подданство (октябрь 1862), для пересмотра таможенного тарифа (октябрь 1867), для разработки положений о личной воинской повинности (ноябрь 1870), особого совещания под председательством Военного министра для обсуждения того же вопроса (апрель 1875), комитета по обсуждению вопросов о применении к городам прибалтийских губерний общего городового положения 1870 года, и был председателем комиссий: для пересмотра правил о служебных преимуществах и пенсионного устава (декабрь 1866), для составления предположений об учёте лиц, подлежащих воинской повинности (февраль 1874), по составлению проекта положений об управлении Туркестанским краем (апрель 1874); по вопросу об обложении земским сбором каменноугольных шахт (октябрь 1875).
В 1864 году он был в командировке для обозрения казённого Илецкого и частных Пермских соляных промыслов, с целью выяснения удобства и возможности применения к этим промыслам проекта положения о государственном доходе с соли, составленного податной комиссией. В 1874 году ездил за границу для изучения вопросов о порядке ведения народных переписей в важнейших государствах Европы.
С 1864 по 1875 год был представителем Министерства финансов в правлении Санкт-Петербургского частного коммерческого банка.
С 1 января 1874 году ему было повелено присутствовать в Правительствующем Сенате, с оставлением в должности помощника председателя комиссии для пересмотра системы податей и сборов.
Наконец, 1 января 1879 года он был назначен товарищем министра финансов (эту должность он исправлял неоднократно и раньше с 1865 года), с производством в действительные тайные советники и с оставлением в звании сенатора.
После окончания русско-турецкой войны для восстановления равновесия в бюджете Министерству финансов необходимо было ввести новые налоги. Дело это, требовавшее зрелого обсуждения и в то же время особенной спешности, было возложено С. А. Грейгом на А. К. Гирса. При обсуждении в Государственном совете бюджета на 1879 год министр подчеркнул, что сведением его без дефицита он обязан во многом трудам и энергии своего заместителя.
Усиленные труды подорвали здоровье Г. Весной 1880 г. он заболел; ездил лечиться в Висбаден, но безуспешно.
По возвращении в Россию, Александр Карлович Гирс скончался 24 июля (5 августа) 1880 года в имении Михайловском, близ Луги. Похоронен в Петербурге на кладбище Воскресенского Новодевичьего монастыря (Средняя часть, уч. 6).
А. К. Гирс свои немногие свободные от службы минуты посвящал изучению науки государственного хозяйства и применения её начал к России.
Многие из его официальных трудов носят характер научных исследований по экономическим вопросам. 18 января 1849 г. Г. был избран секретарем Имп. Географического общества и принес обществу большую пользу своими трудами; 27 марта 1851 г. он отказался от этой должности, по словам историка общества, «утомленный не знавшею покоя и отдыха деятельностью вице-председателя» M. H. Муравьева.
Но деятельность его в обществе не прекратилась: он был членом комиссии по изданию перевода «Азии» Риттера (1852 г.), совета общества (1859—1864), ревизионной комиссии; кроме того он принимал участие в комиссии Общества по собиранию статистических данных в архивах (в конце 40-х гг.) и в составлении Обществом инструкции для собирания хозяйственно-статистических сведений.
Из его трудов напечатаны, кроме вышеупомянутых: статья «О поземельной собственности и о постепенном её изменении» («Библиотека для чтения» 1835 г., т. 12), «Новейшие школы и споры в политической экономии» (ibid, 1838 г., т. 31, за подписью А. Г-с). Гирс сотрудничал также в «Журнале Минист. Внутр. Дел».
Как человек, Гирс своим добрым сердцем, своим кротким, но в то же время честным и трезвым взглядом на жизнь, примирительно действовал на всех знавших его и оставил по себе добрую память.[нейтральность?]

## Награды
Деятельность А. К. Гирса была отмечена высшими российскими орденами: Св. Станислава 1 степени (июнь 1858), Св. Анны 1 ст. (апрель 1864 г.), св. Владимира 2 ст. (март 1866 г.), Белого Орла (апрель 1870 г.), св. Александра Невского (май 1873 г., за труды по комиссии о личной воинской повинности), св. Александра Невского с алмазами (декабрь 1876 г.).